# تيد غريفين
تيد غريفين (بالإنجليزية: Ted Griffin)‏ هو كاتب سيناريو أمريكي، ولد في 21 ديسمبر 1970 في باسادينا في الولايات المتحدة.

## وصلات خارجية
- تيد غريفين على موقع IMDb (الإنجليزية)
- تيد غريفين على موقع ألو سيني (الفرنسية)
- تيد غريفين على موقع أول موفي (الإنجليزية)
- تيد غريفين على موقع قاعدة بيانات الأفلام السويدية (السويدية)
- تيد غريفين على موقع قاعدة بيانات الفيلم (الإنجليزية)
- تيد غريفين على موقع كينوبويسك (الروسية)